# Charles Givone
Pour les articles homonymes, voir Givone.
Pas d'image ? Cliquez ici

a Compétitions nationales et continentales officielles uniquement.

Dernière mise à jour le 31 décembre 2018.
Charles Givone, né le 5 septembre 1988 à Lyon, est un joueur français de rugby à XV qui évolue au poste de pilier au sein de l'effectif du Stade aurillacois, du Stade toulousain, du Stade phocéen puis de l'Avenir castanéen.